# P30 (1969)
P30 – okręt patrolowy sił zbrojnych Malty wschodnioniemieckiego projektu 89.1 (typu Kondor I), służący poprzednio w Ludowej Marynarce NRD jako Ueckermünde. Wszedł do służby w NRD w 1969 roku jako trałowiec, następnie patrolowiec pogranicza. Po zjednoczeniu Niemiec w 1992 roku sprzedany na Maltę, używany jako okręt patrolowy. Wycofany w 2004 roku.

## Budowa
Okręt był czwartą jednostką pierwszej serii wschodnioniemieckich trałowców projektu 89.1, oznaczonego przez NATO jako typ Kondor I, zaprojektowanego i zbudowanego w NRD. Zbudowano go w stoczni Peene-Werft w Wolgaście, pod numerem 89.104. Okręt został  oddany do służby 1 lipca 1969 roku pod nazwą „Ueckermünde”, od miasta w kraju Meklemburgia-Pomorze Przednie.

## Skrócony opis
Okręt miał jako trałowiec wyporność normalną 329 ton, zaś pełną 360 ton. Długość całkowita wynosiła 51,91 m, szerokość 7,13 m, zaś zanurzenie 2,3 m. Napęd jednostki stanowiły dwa silniki wysokoprężne 40 DM o mocy po 2000 KM. Prędkość maksymalna wynosiła 20 węzłów, zasięg 3000 mil morskich przy prędkości 12 węzłów. W służbie maltańskiej prędkość podawana była na 21 węzłów. Załoga początkowo obejmowała 24 osoby, później w służbie NRD jako patrolowiec 18 osób, a w służbie Malty liczyła 25 osób (w tym 2 oficerów).
Uzbrojenie jednostki w służbie niemieckiej stanowiło jedno podwójnie sprzężone działko przeciwlotnicze kalibru 25 mm 2M-3M w wieży na pokładzie dziobowym. W drugiej połowie lat 80. okręt mógł otrzymać czteroprowadnicową wyrzutnię Fasta-4M lub FAM-4 dla samonaprowadzających się pocisków przeciwlotniczych obrony bezpośredniej Strzała-2M. Na Maltę okręt został sprzedany bez uzbrojenia, po czym zamontowano poczwórnie sprzężony karabin maszynowy kalibru 14,5 mm ZPU-4.
Wyposażenie stanowiła stacja hydrolokacyjna KLA-58m i radar nawigacyjny TSR 333. Początkowo okręt miał także zestaw trałów produkcji NRD i ZSRR: kontaktowe MSG-1 lub SDG/RL, elektromagnetyczne KFRG/RL lub HFG-13m lub HFG-24m oraz akustyczny AT-2. Przed sprzedażą na Maltę stację hydrolokacyjną zdemontowano, natomiast okręt otrzymał na Malcie radar nawigacyjny produkcji zachodniej Racal Bridgemaster 250/360.

## Służba
Trałowiec „Ueckermünde” wszedł do służby 1 lipca 1969 roku i został początkowo przydzielony do nowo utworzonego 5 Dywizjonu Trałowców (5. MSRA) 1 Flotylli w Peenemünde. Szybko jednak przydzielono go w 1970 roku do 1 Dywizjonu 7 Brygady Okrętów Szkolnych. Między grudniem 1971 a 1973 rokiem, po wejściu do służby nowszych okrętów, został ostatecznie przydzielony do 1 Dywizjonu Okrętów Pogranicza (1. GSA - Grenzschiffabteilung) 6 Brygady Granicznej Wybrzeża (6. GBK – Grenzbrigade Küste). Służył jako patrolowiec pogranicza, a sprzęt przeciwminowy po pewnym czasie zdemontowano, zmniejszając załogę do 18 ludzi. W tym charakterze służył do końca istnienia NRD. Nosił pierwotnie numer burtowy: 304, w 1971 jako okręt szkolny: S 23, a w 1975 jako patrolowiec: G 411.
Po zjednoczeniu Niemiec, wraz z większością jednostek swojego typu został 3 października 1990 roku wycofany ze służby i nie został przyjęty przez marynarkę zjednoczonych Niemiec Deutsche Marine.
Zdemobilizowany okręt został w lipcu 1992 roku zakupiony przez Maltę, łącznie z bliźniaczym „Pasewalk”. „Ueckermünde” otrzymał oznaczenie P30, a „Pasewalk” – P31. Weszły one w skład Morskiego Dywizjonu Sił Zbrojnych Malty jako patrolowce. W 1997 roku dołączył do nich bliźniaczy „Boltenhagen” jako P29.
P30 został wycofany ze służby w 2004 roku, po czym złomowany w Marsie na Malcie w 2013 roku (w odróżnieniu od jednostek bliźniaczych, które zostały zatopione jako obiekty do nurkowań).